# Francesco Molinari-Pradelli
Francesco Molinari-Pradelli (* 4. Juli 1911 in Bologna; † 8. Juli 1996 ebenda) war einer der bekanntesten italienischen Opern-Dirigenten seiner Zeit.
Molinari-Pradelli studierte Klavier und Komposition in Bologna und schloss sein Studium 1938 an der Accademia di Santa Cecilia in Rom ab. 1946 gab er sein Debüt an der Scala in Mailand; 1956 am Royal Opera House Covent Garden in London.
Seine Einspielung von Puccinis Turandot mit Birgit Nilsson und Franco Corelli gilt gemeinhin als eine der bedeutendsten Aufnahmen dieses Werkes.

## Diskografie (Auswahl)
- Giuseppe Verdi: Simon Boccanegra – (Cetra, 1951)
- Friedrich von Flotow: Martha – (Cetra, 1953)
- Jules Massenet: Werther – (Cetra, 1953)
- Giuseppe Verdi: La traviata – (Decca, 1954)
- Giacomo Puccini: Manon Lescaut – (Decca, 1954)
- Gaetano Donizetti: L’elisir d’amore – (Decca, 1955)
- Giuseppe Verdi: La forza del destino – (Decca, 1955)
- Giacomo Puccini: Tosca – (Decca, 1959)
- Giacomo Puccini: Turandot – (EMI, 1965)
- Giacomo Puccini: La rondine – (RCA, 1966)